# Romain Armand
Romain Armand (Orange, 27 febbraio 1987) è un calciatore francese, attaccante del Template:Calcio Sancoins.

## Carriera
Ha giocato una partita in massima serie con il Montpellier e 76 partite in Ligue 2.